# Wzór Denzina
Wzór Denzina – wzór dendrometryczny służący do określania miąższości drzew stojących w leśnictwie oraz inżynierii leśnej.

## Wzór
Do określenia miąższości wzorem Denzina niezbędna jest jedynie znajomość pierśnicy drzewa.
Wzór Denzina jest wyrażony jako:
{\displaystyle V={\frac {d^{2}}{1000}}}
Gdzie:
- {\displaystyle V} – miąższość drzewa [m³]
- {\displaystyle d^{2}} – pierśnica drzewa [cm]

## Zastosowanie
Wzór Denzina może być używany do szybkiego określania przybliżonej miąższości drzew stojących. Wzór jest bezbłędny, jeżeli wysokość kształtu drzewa wynosi 12,73 m. W innych przypadkach wyniki mogą być nieścisłe, różniąc się od rzeczywistej miąższości o nawet 40%.